# Сильвио Петтиросси
Сильвио Петтиросси Перейра (исп. Silvio Pettirossi Pereira; 16 июня 1887, Асунсьон — 17 октября 1916, Punta Lara, Буэнос-Айрес) — парагвайский авиатор и пионер авиации.

## Биография
Родился в семье итальянских эмигрантов, в молодости переехал в Буэнос-Айресе. Научился летать на аэропланах.
Благодаря полученному правительственному гранту в 1912 году отправился во Францию, где прошёл подготовку на авиакурсах и получил свидетельство лётчика международной авиационной федерации. После этого, провёл ряд важных авиарейсов, установив рекорд беспосадочного восьмичасового полёта.
На купленном моноплане «Deperdussin» модели «Т» выступал во многих известных авиашоу в Европе, Южной Америке и США.
В декабре 1914 года основал первый в Парагвае аэроклуб Aeroclub del Paraguay и был его президентом.
17 октября 1916 года, во время выполнения мёртвой петли, потерпел аварию, его самолёт рухнул на землю, пилот погиб на месте.

## Память

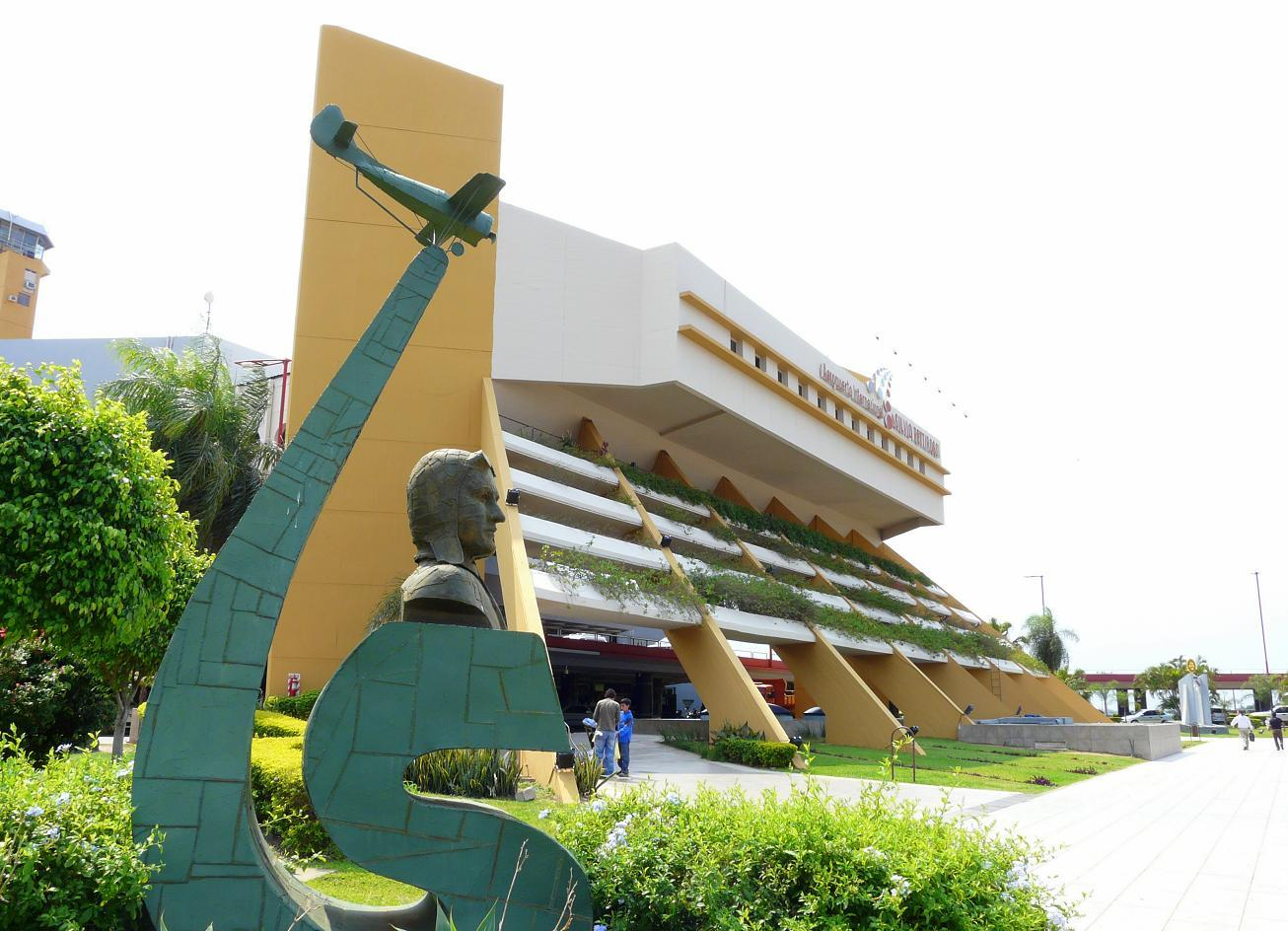
Памятник Сильвио Петтиросси в Международном аэропорту в Асунсьоне

Именем Сильвио Петтиросси назван Международный аэропорт в Асунсьоне, проспект в столице Парагвая, парагвайский Институт истории авиации, школа, три футбольных клуба, воздушно-десантная бригада парагвайских ВВС, парагвайской военно-воздушная база.